# KNSB Cup Grand prix (marathonschaatsen)
Naast de KNSB Cup die in het seizoen 1972/73 voor het eerst werd geïntroduceerd is er met ingang van het marathonseizoen 2006/07 een klassement voor de Grand Prix.  
De eerste winnaar bij de mannen is de Fransman Tristan Loy, overigens is Loy de enige buitenlander die dit klassement wist te winnen. Daniëlle Bekkering is de eerste winnares bij de vrouwen en weet daarna nog drie opeenvolgende keren te winnen waardoor Bekkering ook recordkampioen is. Bij de mannen werd Crispijn Ariëns recordkampioen door drie keer het klassement te winnen. 

## Winnaars[1]
| #                           | Seizoen | Heren                | Dames                 |
| --------------------------- | ------- | -------------------- | --------------------- |
| 1                           | 2006/07 | Tristan Loy          | Daniëlle Bekkering    |
| KNSB Cup & Essent Cup       |         |                      |                       |
| 2                           | 2007/08 | Casper Helling       | Daniëlle Bekkering    |
| 3                           | 2008/09 | Martijn Kromkamp     | Daniëlle Bekkering    |
| DSB Bank Cup / Marathon Cup |         |                      |                       |
| 4                           | 2009/10 | Jan Maarten Heideman | Daniëlle Bekkering    |
| KPN Marathon Cup            |         |                      |                       |
| 5                           | 2010/11 | Karlo Timmerman      | Mariska Huisman       |
| 6                           | 2011/12 | Jouke Hoogeveen      | Carla Zielman         |
| 7                           | 2012/13 | Crispijn Ariëns      | Erna Kijk in de Vegte |
| 8                           | 2013/14 | Jouke Hoogeveen      | Mariska Huisman       |
| 9                           | 2014/15 | Simon Schouten       | Yvonne Spigt          |
| 10                          | 2015/16 | Simon Schouten       | Birgit Witte          |
| 11                          | 2016/17 | Frank Vreugdenhil    | Iris van der Stelt    |
| 12                          | 2017/18 | Crispijn Ariëns      | Elma de Vries         |
| 13                          | 2018/19 | Crispijn Ariëns      | Carla Zielman         |
| 14                          | 2019/20 | Crispijn Ariëns      | Manon Kamminga        |
| Marathon Cup                |         |                      |                       |
| 15                          | 2021/22 | Jordy Harink         | Ineke Dedden          |
| 16                          | 2022/23 | Jordy Harink         | Esther Kiel           |
| 17                          | 2023/24 | Jeroen Janissen      | Tessa Snoek           |
| 18                          | 2024/25 |                      |                       |

2006/2007 ·
2007/2008 ·
2008/2009 ·
2009/2010 ·
2010/2011 ·
2011/2012 ·
2012/2013 ·
2013/2014 ·
2014/2015 ·
2015/2016 ·
2016/2017 ·
2017/2018 ·
2018/2019 ·
2019/2020 ·
2020/2021 ·
2021/2022 ·
2022/2023 ·
2023/2024 ·
2024/2025
 Oranje leiderspak ·
 Rood-wit-blauw leiderspak · 
 Wit leiderspak
Nederlandse kampioenschappen: Kunstijs · Natuurijs · Open
Eindklassementen: KNSB Cup ·
 Jongeren klassement ·
Ploegenklassement ·
Grand prix klassement ·
Natuurijsklassement ·
Natuurvierdaagse ·
Club-assistent Brabantcup
Records en statistieken
Elfstedentocht
Natuurijsklassiekers: De 100 van Eernewoude · 
Amstelmeer Marathon · 
Ronde van Loosdrecht · 
Westland Marathon · 
Driedaagse van Ankeveen · 
Noorder Rondritten · 
Noordwesthoekrit · 
Oldambtrit · 
Hollands Venetiëtocht · 
Ronde van Duurswold · 
Ronde van Skarsterlân · 
Rottemerentocht · 
USA Marathon · 
Veluwemeertocht
Lijst van schaatsmarathons per kunstijsbaan: Alkmaar · Amsterdam · Assen · Breda · Den Haag · Deventer · Dronten · Eindhoven · Enschede · Geleen · Groningen · Haarlem · Heerenveen · Hoorn · Leeuwarden · Nijmegen · Rotterdam · Tilburg · Utrecht
Lijst van schaatsmarathons per natuurijsbaan: Hengelo · Polsbroek · Veenoord ·  Noordlaren · Haaksbergen ·  Winterswijk · Burgum · 
Awards: Marathonschaatser van het Jaar · Willem Poelstra Trofee
1972/1973 ·
1973/1974 ·
1974/1975 ·
1975/1976 ·
1976/1977 ·
1977/1978 ·
1978/1979 ·
1979/1980 ·
1980/1991 ·
1980/1981 ·
1981/1982 ·
1982/1983 ·
1983/1984 ·
1984/1985 ·
1985/1986 ·
1986/1987 ·
1987/1988 ·
1988/1989 ·
1989/1990 ·
1990/1991 ·
1991/1992 ·
1992/1993 ·
1993/1994 ·
1994/1995 ·
1995/1996 ·
1996/1997 ·
1997/1998 ·
1998/1999 ·
1999/2000 ·
2001/2002 ·
2002/2003 ·
2003/2004 ·
2004/2005 ·
2005/2006 ·
2006/2007 ·
2007/2008 ·
2008/2009 ·
2009/2010 ·
2010/2011 ·
2011/2012 ·
2012/2013 ·
2013/2014 ·
2014/2015 ·
2015/2016 ·
2016/2017 ·
2017/2018 ·
2018/2019 ·
2019/2020 ·
2020/2021 ·
2021/2022 ·
2022/2023 ·
2023/2024 ·
2024/2025